# Tunua
Tunua is een bestuurslaag in het regentschap Timor Tengah Selatan van de provincie Oost-Nusa Tenggara, Indonesië. Tunua telt 1719 inwoners (volkstelling 2010).